# クーラン島
クーラン島（Koolan Island）は、西オーストラリア州北西沖、バカーニア諸島（Buccaneer Archipelago）に位置する島。パースから北へ1,900km、ダービー （Derby）から北へ130km に位置する。高品質な鉄鉱石の鉱床がある。

## 年表
- 1940年代、鉱業会社BHPグループ はクーラン島と、近接するコカトゥー島（Cockatoo Island）で露天掘りを開始。
  - 1994年、6,800万トンの高品質な赤鉄鉱（鉄鉱石67％）採掘の後に閉鎖。
  - 当時の人口：950人
- 2006年、炭坑会社 アステク・リソースィズ（Aztec Resources）は採掘を再開。
  - 2006年8月18日、アステク・リソースィズはCITIC (中国中信集团公司)へ150万トンの鉱石を2007年から売却する契約を結ぶ。